# Baryglossa oldroydi
Baryglossa oldroydi är en tvåvingeart som beskrevs av Munro 1957. Baryglossa oldroydi ingår i släktet Baryglossa och familjen borrflugor.
Artens utbredningsområde är Kamerun. Inga underarter finns listade.